# Поляков Володимир Миколайович
Володимир Миколайович Поляков (17 квітня 1960, Алексін, Тульська область) — радянський легкоатлет, спеціаліст зі стрибків з жердиною. Виступав за збірну СРСР з легкої атлетики у першій половині 1980-х років, чемпіон Європи у приміщенні, володар срібних медалей європейських першостей та літньої Універсіади, багаторазовий переможець та призер першостей національного значення, колишній рекордсмен світу. Представляв Москву та спортивне товариство «Спартак». Майстер спорту СРСР міжнародного класу.

## Біографія
Володимир Поляков народився 17 квітня 1960 року в місті Алексін Тульської області.
Почав займатися легкою атлетикою в 1973, проходив підготовку під керівництвом тренера В. В. Осипова. Виступав за добровільне спортивне товариство «Спартак» та Профспілки (Москва).
Вперше заявив про себе на міжнародному рівні в сезоні 1979 року, коли увійшов до складу радянської національної збірної та виступив на юніорській європейській першості у Бидгощі, де здобув перемогу у програмі стрибків із жердиною.
У 1980 році став срібним призером на зимовому чемпіонаті СРСР у Москві та на чемпіонаті Європи у приміщенні у Зіндельфінгені.
У 1981 році виграв зимовий чемпіонат СРСР у Мінську, зайняв сьоме місце на чемпіонаті Європи в приміщенні в Греноблі. 26 червня під час матчевої зустрічі зі збірною НДР у Тбілісі стрибнув на 5,81 метра, встановивши тим самим світовий рекорд — став першим радянським рекордсменом світу у стрибках з жердиною. Також у цьому сезоні отримав срібло на Універсіаді в Бухаресті та на літньому чемпіонаті СРСР у Москві.
У 1982 році завоював срібну медаль на чемпіонаті Європи в Афінах, поступившись тут лише своєму співвітчизнику Олександру Крупському.
У 1983 році перевершив всіх суперників на чемпіонаті Європи в приміщенні в Будапешті та на чемпіонаті країни в рамках VIII літньої Спартакіади народів СРСР, був четвертим на Універсіаді в Едмонтоні і десятим на чемпіонаті світу з легкої атлетики, що вперше проводився в Гельсінкі. У цьому сезоні втратив статус чинного рекордсмена світу, поступившись лідерством французу П'єру Кінону, який показав результат 5,82 метра.
Розглядався як кандидат на участь у літніх Олімпійських іграх 1984 року в Лос-Анджелесі, проте зрештою Радянський Союз разом із кількома іншими країнами східного блоку бойкотував ці змагання з політичних причин. Натомість Поляков виступив на альтернативному турнірі «Дружба-84» у Москві.
У 1987 році додав до послужного списку бронзову нагороду, отриману на чемпіонаті СРСР у Брянську.
Згодом залишався чинним спортсменом аж до 1992 року, хоча останнім часом вже не показував значних результатів на міжнародній арені.
За видатні спортивні досягнення удостоєний почесного звання «Майстер спорту СРСР міжнародного класу».